# Hipomimia

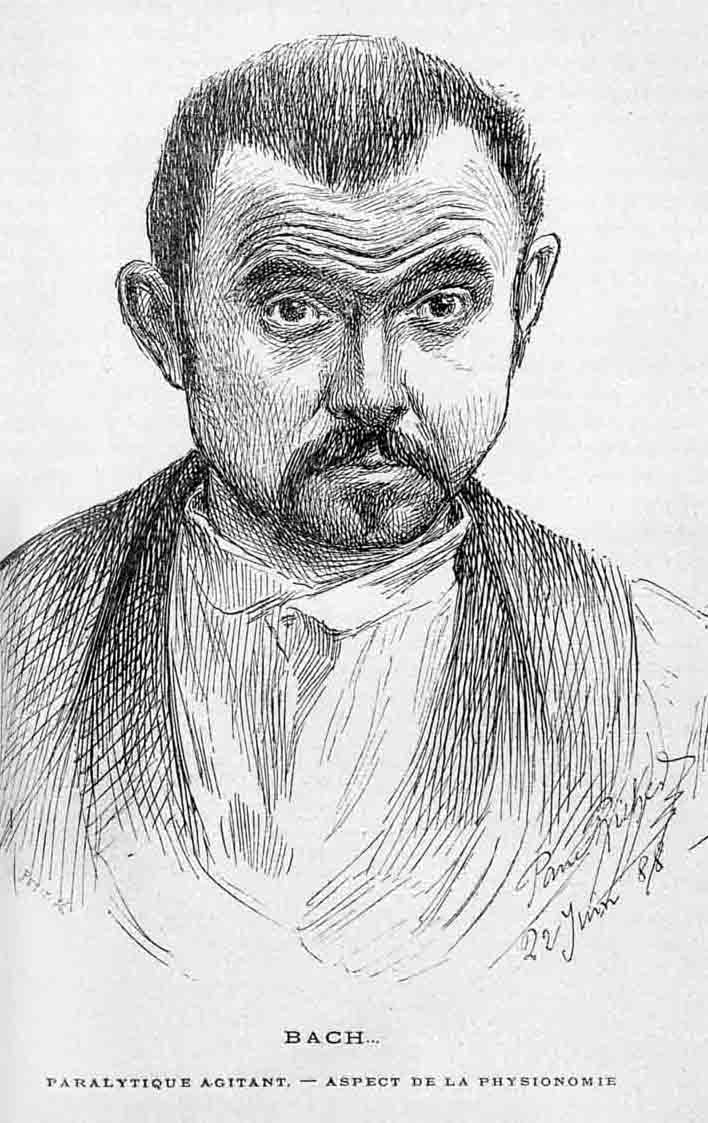
Dibujo de la cara de un paciente con enfermedad de Parkinson que presenta hipomimia. La representación apareció en Nouvelle iconographie de la Salpétrière, tomo 1 (1888)

La hipomimia, es una señal médica, en la que se aprecia un grado reducido de expresión facial. Pueda ser causado por una discapacidad motora (por ejemplo, debilidad o parálisis de los músculos faciales), por la enfermedad de Parkinson, u otras causas, como factores psicológicos o psiquiátricos (por ejemplo, si un paciente no siente emociones y por lo tanto no muestra expresiones).
Las personas que reciben excesivos tratamientos con Botox y, por lo tanto, pierden las características desproporcionadas de la expresión facial, pueden ser incorrectamente identificadas como pacientes con hipomimia.